# Interakcja farmakologiczna
W medycynie określenie interakcja farmakologiczna lub inaczej interakcja leków stosuje się, gdy jedna substancja lecznicza wpływa na aktywność drugiej po równoległym ich podaniu. Chociaż teoretycznie działanie to może być zarówno pozytywne, jak i negatywne, to jednak najczęściej określenie to stosuje się do interakcji niepożądanych.
Interakcje farmakologiczne mogą dawać następujące skutki ogólne:
- synergistyczny – zwiększony efekt działania jednej z substancji – w takich przypadkach konieczne jest zmniejszenie dawki terapeutycznej drugiego leku; czasami taka interakcja jest pożądana, np. w przypadku działania przeciwbólowego, gdy przy jednoczesnym zastosowaniu paracetamolu i kodeiny zwiększony jest przeciwbólowy efekt działania kodeiny (i umożliwia to stosowanie mniejszych dawek kodeiny, która ma potencjał uzależniający i może powodować m.in. zaparcia);
- antagonistyczny – efekt działania substancji leczniczej jest niższy od przewidywanego; taka kombinacja zazwyczaj nie ma uzasadnienia terapeutycznego i może być szkodliwa (np. zmniejszenie działania przeciwzakrzepowego warfaryny przez jednoczesne podanie witaminy K i zagrożenie wystąpieniem zakrzepów/zatorów)
- nowy efekt działania – który nie powstaje przy użyciu substancji leczniczych podawanych z osobna; często jest to zwiększone ryzyko efektów ubocznych (np. reakcja disulfiramowa po łącznym zastosowaniu doustnego leku przeciwcukrzycowego chlorpropamidu i napoju zawierającego alkohol etylowy)

Osobnym zagadnieniem jest wpływ obecności substancji leczniczej w płynach ustrojowych na wyniki badań laboratoryjnych, który jest nazywany interferencją analityczną.
Interakcje między podawanymi lekami są zazwyczaj łagodne i zależą od składu chemicznego, postaci leczniczej oraz czasu i miejsca podania substancji leczniczej. Prawdopodobieństwo wystąpienia interakcji farmakologicznej wzrasta wykładniczo wraz z każdym kolejnym przyjmowanym lekiem. Ma to szczególne znaczenie w przypadku osób w starszym wieku, którzy często zażywają od trzech do dziewięciu (lub więcej) leków. Badanie ankietowe przeprowadzone w Stanach Zjednoczonych na licznej grupie osób w wieku lat 65 i więcej wykazały, że 51% z nich przyjmuje 5 i więcej leków tygodniowo, a 12% zażywa powyżej 10 leków tygodniowo. Istnieją internetowe aplikacje, dzięki którym można sprawdzić, czy występują interakcje farmakologiczne. Mogą również występować interakcje między podawanymi lekami i spożywaną żywnością, które nie zawsze są możliwe do przewidzenia.
Około 20% działań niepożądanych wynika z interakcji leków. Dotyczy to również przypadków śmiertelnych. Znajomość interakcji farmakologicznych pozwala zatem na szacunkową ocenę, czy korzyści płynące z danej farmakoterapii znacząco przeważają nad ryzykiem działań niepożądanych.

## Czynniki sprzyjające interakcjom farmakologicznym
Uzyskanie korzyści z interakcji farmakologicznej jest możliwe. Jednakże większą uwagą obejmuje się negatywne interakcje ze względu na ich znaczenie patologiczne, a także dlatego, że mogą wystąpić nieoczekiwanie lub prowadzić do błędnej diagnozy. Do czynników czy warunków, które sprzyjają pojawieniu się interakcji, należą:
- Podeszły wiek: czynniki dotyczące zmian ludzkiej fizjologii, które wpływają na leki. Na przykład metabolizm wątrobowy, funkcjonowanie nerek, transmisja nerwowa lub funkcjonowanie szpiku kostnego pogarszają się wraz z wiekiem. W dodatku starszy wiek i towarzyszące mu otępienie mogą zwiększać prawdopodobieństwo wystąpienia pomyłek przy zażywaniu leków.
- Polifarmakologia: większa różnorodność przyjmowanych leków sprzyja interakcjom między nimi.
- Czynniki genetyczne: geny syntetyzują enzymy, które metabolizują substancje lecznicze. Niektóre rasy ludzkie mają wariacje genotypowe, które wpływają na spadek lub wzrost aktywności tych enzymów. Konsekwencją tego mogłaby być większa podatność na interakcje farmakologiczne i częstsze efekty uboczne. Jest to widoczne zwłaszcza w wariacjach genotypowych izoenzymów układu cytochromu P450[potrzebny przypis].
- Choroby wątroby lub nerek: leki, które są metabolizowane w wątrobie i/lub eliminowane przez nerki mogą mieć zmienione stężenie, jeżeli jeden z tych narządów nie działa poprawnie. Jest to przyczyną zwykle zwiększonego stężenia leków we krwi.
- Poważne choroby, które mogą ulec nasileniu w przypadku zmniejszenia dawki leku.
- Czynniki farmakozależne:
  - Indeks terapeutyczny szpiku: różnica pomiędzy efektywną dawką terapeutyczną a dawką toksyczną jest mała. Przykładem takiego leku jest digoksyna.
  - Pochyła krzywa odpowiedzi na dawkę leku: małe zmiany dawkowania powodują duże zmiany w stężeniu osoczowym leku.
  - Wyczerpana rezerwa metabolizmu wątrobowego: nasilając efekt dawki może powodować zwiększone stężenie osoczowe leku i powolniejszą jego eliminację przez wątrobę.

## Unikanie interakcji
Sposoby ograniczenia wystąpienia interakcji farmakologicznych są następujące:
- Edukacja lekarza, rozpoznanie możliwej interakcji przed podaniem leku pacjentowi lub zastosowanie alternatywnego leku, który nie wywołuje reakcji niepożądanych.
- Unikanie zbędnych kombinacji leków.
- Edukacja pacjenta – lekarz może poinformować pacjenta o możliwości zaistnienia ewentualnych interakcji i związanych z tym symptomów. Informacje o interakcjach leku z innymi lekami i o działaniach niepożądanych znajdują się również na ulotce dołączonej do leku.
- Nadzór lekarski – ocena wskazań dla każdego leku przy jednoczesnym podawaniu wielu leków, zmniejszanie dawki, gdy przyjmowany jednocześnie lek hamuje jego metabolizm (a zatem podnosi jego stężenie we krwi), kontrola stężeń leków o wąskich zakresach stężenia terapeutycznego (unikanie działania toksycznego lub niedostatecznego wynikającego z wpływu na metabolizm leku), ustalenie dawkowania i czasu przyjmowania leków (gdy jeden z leków wpływa na wchłanianie drugiego leku).

## Interakcje lek–żywność
Interakcje lek–żywność dotyczą wszystkich etapów łańcucha farmakologicznego leku, a najczęściej absorpcji leku w przewodzie pokarmowym. Może to prowadzić do obniżenia ich efektywności. Pożywienie może zmieniać właściwości biochemiczne leku, jak również zaburzać jego wydalanie z organizmu. Dlatego pewne leki powinny być podawane na czczo. W przypadku innych leków wskazane jest podawanie ich wraz z pożywieniem w celu zmniejszenia podrażnienia żołądka.

### Niekorzystne interakcje lek–żywność[6][7]
| Substancja lecznicza                                                                                  | Rodzaj pokarmu | Komentarz |
| --- | --- | --- |
| Acetaminofen (Paracetamol)                                                                            | Alkohol | Toksyczne ostre lub nadostre (piorunujące) zapalenie wątroby. |
| Leki przeciwzapalne (Naproxen, Ibuprofen)                                                             | Alkohol | Alkohol sprzyja ryzyku uszkodzenia wątroby, uszkodzeniu śluzówki żołądka i krwawieniu do przewodu pokarmowego.                                                              |
| Tetracykliny                                                                                          | Produkty mleczne, suplementy żelaza | Wiązanie tetracyklin przez jony wapnia, magnezu i żelaza. Zmniejszenie wchłaniania z przewodu pokarmowego (przyjmować lek jedną godzinę przed lub dwie godziny po posiłku). |
| Sulfonamidy                                                                                           | Żywność | W nieznanym mechanizmie spowolnienie absorpcji leku na drodze opóźnienia opróżnienia żołądka.                                                                               |
| Penicyliny doustne (np. amoksycylina, penicylamina), erytromycyna                                     | Żywność | Zmniejszenie absorpcji leku. |
| Glipizyd (lek przeciwcukrzycowy)                                                                      | Żywność | W nieznanym mechanizmie pokarm zmniejsza zdolność absorpcji leku. |
| Warfaryna (antykoagulant)                                                                             | Rośliny liściaste np. szpinak, brukselka, brokuł, kalafior, jarmuż                                                                                     | Rośliny bogate w witaminę K zmniejszają efektywność leku. |
| Leki przeciwdrgawkowe (Fenobarbital, Prymidon)                                                        | Alkohol, witamina C | Używanie alkoholu powoduje nudności, zawroty głowy, wymioty. Witamina C zmniejsza efektywność leku.                                                                         |
| Leki antyhistaminowe I generacji (Difenhydramina, Chlorfeniramina)                                    | Alkohol | Zawroty głowy, nudności. |
| Leki obniżające ciśnienie tętnicze (Felodypina, Nifedypina)                                           | Sok grejpfrutowy | Sok grejpfrutowy zwiększa absorpcję leku i może prowadzić do nagłego spadku ciśnienia tętniczego.                                                                           |
| Leki obniżające ciśnienie tętnicze (betablokery)                                                      | Żywność, zwłaszcza mięso | Zwiększa absorpcję leku i może doprowadzić do zawrotów głowy i nagłego spadku ciśnienia tętniczego.                                                                         |
| Leki antyarytmiczne                                                                                   | Kofeina | Zwiększa ryzyko arytmii. |
| Pseudoefedryna (lek przeciwastmatyczny)                                                               | Kofeina | Powoduje nerwowość i nerwicę. |
| Teofilina (lek przeciwastmatyczny)                                                                    | Żywność bogatobiałkowa, Kofeina | Pokarmy bogatobiałkowe zmniejszają wchłanianie leku, a kofeina zwiększa toksyczność leku.                                                                                   |
| Leki przeciwdepresyjne (inhibitory monoaminooksydazy, np. izokarboksazyd, tranylcypromina, fenelzyna) | Produkty bogate w tyraminę: dojrzałe sery, wino chianti, przetworzone mięso, peklowane śledzie, drożdże piwne, rośliny strączkowe (zwłaszcza bób fava) | Kryzys nadciśnieniowy. |
| Leki przeciwdepresyjne (trójcykliczne leki przeciwdepresyjne)                                         | Mięso, ryby, rośliny strączkowe, witamina C | Zmniejszenie absorpcji leku. |
| Digoksyna                                                                                             | Produkty bogate w błonnik i pektyny, mleko | Zmniejszenie wchłaniania leku. |
| Leki w terapii choroby Parkinsona (Lewodopa, Metyldopa)                                               | Produkty wysokobiałkowe | Obniżenie wchłaniania lewodopy (kompetycyjne wchłanianie innych aminokwasów).                                                                                               |

### Interakcje dodatków do żywności z przyjmowanymi lekami
Powszechnie dostępne na rynku środki spożywcze zawierają oprócz składników zasadniczych także znaczne ilości substancji o dużej aktywności biologicznej i szerokim spektrum potencjalnie szkodliwego działania dla człowieka. Mowa tu o ulepszaczach, konserwantach, pozostałościach pestycydów, nawozach sztucznych, antybiotykach, hormonach wzrostu itp. Wszystkie te związki chemiczne, często kumulujące się w organizmie, nie tylko zatruwają organizm, ale także wpływają w istotny sposób na przemiany przyjmowanych leków, osłabiając efekt terapeutyczny oraz nasilając ich działania uboczne.

### Interakcje odwrotne
Znaczna grupa leków, wpływająca na wchłanianie, metabolizm i wydalanie wielu składników pokarmowych wywołuje niedobory żywieniowe. Wymienić tu można m.in. pankreatynę, sulfasalazynę i kolestipol, które, stosowane przewlekle, mogą doprowadzić do niedoborów kwasu foliowego. Z kolei niski poziom tej witaminy powoduje m.in. zaburzenia przemiany homocysteiny, odpowiedzialnej za wzrost ryzyka miażdżycy naczyń tętniczych i żylnych. Istotne dla zdrowia osłabienie wchłaniania wielu składników odżywczych występuje głównie wtedy, gdy leki odpowiedzialne za to zjawisko przyjmowane są o nieodpowiedniej porze w stosunku do posiłków.
Wpływ leków na wchłanianie składników odżywczych.
| Lek (lub grupa leków)       | Składniki pokarmowe                  | Mechanizm wpływu         |
| --------------------------- | ------------------------------------ | ------------------------ |
| przeciwpadaczkowe           | wit. B6, B9, D, K                    | zmniejszenie wchłaniania |
| antykoncepcyjne             | wit. B6, B9                          | zmniejszenie wchłaniania |
| kortykosteroidy             | wit. B6, B9                          | zmniejszenie wchłaniania |
| inhibitory pompy protonowej | wit. B12                             | zmniejszenie wchłaniania |
| sulfasalazyna               | wit. B9                              | zmniejszenie wchłaniania |
| metformina                  | wit. B9, wit. B12                    | zmniejszenie wchłaniania |
| statyny                     | wit.A, B12, D, K, wapń, żelazo, cynk | zmniejszenie wchłaniania |
| kortykosterydy              | białko, glukoza, tłuszcze, wit. D    | zaburzenie metabolizmu   |
| wit. C (w dawce > 2g/dobę)  | szczawiany                           | zaburzenie metabolizmu   |
| moczopędne                  | potas, wapń, magnez                  | zwiększenie wydalania    |
| salicylany                  | wit. C                               | zwiększenie wydalania    |
| salicylany                  | żelazo                               | zwiększenie wydalania    |
| NLPZ                        | żelazo                               | zwiększenie wydalania    |
| kortykosteroidy             | potas, wapń, cynk                    | zwiększenie wydalania    |
| alkalizujące                | fosfor                               | zwiększenie wydalania    |

## Interakcje lek – leki ziołowe
Ziołolecznictwo to przygotowanie i stosowanie leków o pochodzeniu roślinnym. Nie należy mylić ziołolecznictwa z homeopatią, ponieważ dawki substancji aktywnych zawartych w preparatach ziołowych są znaczące i mają działanie terapeutyczne, jak i mogą prowadzić do niepożądanych interakcji z konwencjonalnymi substancjami leczniczymi. Brak wiedzy teoretycznej pacjenta i brak konsultacji z lekarzem (ok. 70% chorych) w połączeniu z zachętą ze strony rodziny i przyjaciół do stosowania preparatów ziołowych wraz z lekami konwencjonalnymi sprzyja niepożądanym interakcjom. Najbardziej narażone są osoby starsze i przewlekle chorzy, którzy mają świadomość niewielkiej skuteczności farmakoterapii konwencjonalnej. Interakcje lek – leki ziołowe są bardziej nieprzewidywalne ze względu na mnogość różnych substancji zawartych w ziołach. Popularniejsze zioła zostały ujęte w poniższej tabeli
| Środek ziołowy                                   | Leki wchodzące w interakcję | Mechanizm interakcji lub efekt działania |
| ------------------------------------------------ | --- | --- |
| Miłorząb japoński (łac. Ginko biloba)            | Warfaryna, aspiryna, NLPZ | Silny inhibitor agregacji trombocytów. |
| Imbir (łac. Zingiber officinalis)                | Leki przeciwkrzepliwe | Po przekroczeniu dziennej dawki imbiru (4g) hamuje syntezę pochodnych kwasu arachidonowego (prostaglandyn, prostacyklin i tromboksanu) w płytkach krwi prowadząc do ich agregacji. Blokowanie uwalniania serotoniny w trombocytach uniemożliwia uformowanie się tzw. czopu płytkowego, który jest potrzebny do wytworzenia się skrzepu (znacznie sprzyja krwawieniom, zwłaszcza z dziąseł). |
| Kozłek lekarski (łac. Valeriana officinalis)     | Benzodiazepiny, anestetyki | Irydoidy (waltrat, acetowaltrat), flawonoidy (2S(-)-hesperydyna, 6-metyloapigenina), jako ligandy, wiążą się z podjednostką A receptora GABA – podobnie jak leki z grupy benzodiazepin. W efekcie następuje na działania anksjolitycznego, nasennego i miorelaksacyjnego benzodiazepin. Interakcja ze środkami anestetycznymi wpływa na modulację neuroprzekaźnictwa GABA-ergicznego co jest szczególnie ważne ze względu na narkotyczne działanie leków znieczulających. Za wywołanie zjawiska niepamięci podczas narkozy odpowiedzialne jest pobudzenie podjednostki alfa-5 receptora GABA(A). Następuje też sensytyzacja spowodowana zwiększeniem stężenia receptorów GABAA, co wpływa na „zapełnianie” kolejnych, wolnych miejsc receptorowych zarówno przez substancje czynne zawarte w wyciągu z kozłka lekarskiego (gł. 6-metyloapigeninę), jak i przez same anestetyki.                                                                                     |
| Dziurawiec zwyczajny (łac. Hypericum perforatum) | Warfaryna, digoksyna, teofilina, cyklosporyna, fenytoina, leki przeciwdepresyjne, estrogeny, środki antykoncepcyjne, leki antyretrowirusowe             | Wpływ na CYP1A2 powoduje spadek stężenia teofiliny we krwi o 62,5%. Wpływ na digoksynę przez indukcję glikoproteiny P (efflux – aktywne zmniejszenie stężenia wewnątrzkomórkowego). Wzrost krzepliwości krwi. Przez wpływ na CYP3A4 spadek stężenia cyklosporyny w osoczu (także indukcja glikoproteiny P). Zespół serotoninowy po zastosowaniu antydepresantów (trazodon, sertralina, nefazodon, fluoksetyna, paroksetyna). Obniżenie stężenia etylenoestradiolu. Indukcja CYP3A4 powoduje wpływ na środki antykoncepcyjne i estrogeny (krwawienia międzymiesiączkowe). Obniżenie ciśnienia tętniczego (nawet do 60/20 mmHg) po zastosowaniu fentanylu, propofolu, d-tubokuraryny, sukcynylocholiny. Hamowanie CYP3A4 przy stosowaniu inhibitorów proteaz (indynawiru, amprenawiru, nelfinawiru, sakwinawiru) oraz inhibitorów odwrotnej transkryptazy (delawirdyny, efawirenzu, newirapiny). Stosowanie waleriany i loperamidu może prowadzić do stanów delirium. |
| Czosnek pospolity (łac. Allium sativum)          | Leki przeciwkrzepliwe, kwas acetylosalicylowy, NLPZ | Zwiększa działanie leków przeciwkrzepliwych sprzyjając skłonności do krwawień. |
| Lukrecja gładka (łac. Glycyrrhiza glabra)        | Prednizolon, estrogeny, leki będące substratami CYP3A4, paracetamol, warfaryna, leki antyarytmiczne, glikozydy naparstnicy, diuretyki pętlowe i tiazydy | Wzrost stężenia prednizolonu, retencja wody, hipokaliemia i powodowane tym komorowe zaburzenia rytmu i wzrost toksyczności glikozydów naparstnicy, addytywne działanie z diuretykami pętlowymi i tiazydami, nasilenie działań niepożądanych estrogenów, nasilenie metabolizmu paracetamolu, |
| Żeń-szeń, Wszechlek (łac. Panax spp.)            | Leki przeciwkrzepliwe, aspiryna, NLPZ | Nieznany |
| Rumianek pospolity (łac. Matricaria chamomilla)  | Benzodiazepiny, barbiturany, opioidy, leki przeciwkrzepliwe, NLPZ                                                                                       | Zmiana metabolizmu i/lub efektywności leków, które są substratami izoenzymu CYP3A4, zmniejszenie aktywności CYP1A2 o 39% (in vivo). Zwiększone ryzyko krwawienia. |
| Przęśl chińska (łac. Ephedra sinica)             | Leki na nadciśnienie tętnicze, antydepresanty | Posiada 0,2–2,0% efedryny, która powoduje wzrost ciśnienia krwi, zwiększenie pulsu, bezsenność, i niepokój. Wyciągi z przęśli chińskiej mogą zawierać 5–7% efedryny. |
| Ekstrakty roślinne zawierające kofeinę           | teofilina, diuretyki (np. furosemid), niektóre fluorochinolony (np. ciprofloksacyna, enoksacyna), werapamil, leki sympatykomimetyczne                   | Zawartość kofeiny w surowych surowcach roślinnych: kawa arabica zawiera 1,2 – 1,8% kofeiny, Yerba mate zawiera 1 – 2% kofeiny, a guarana nawet 4–8% kofeiny. Kofeina działa pobudzająco na układ współczulny. Zwiększa ciśnienie tętnicze krwi i może wywoływać arytmię serca (nie używać z lekami sympatykomimetycznymi). Pobudza produkcję moczu (nie używać z diuretykami). Kofeina jest metabolizowana przez wątrobowy układ CYP1A2, który nie jest przez nią indukowany. Fluorochinolony i werapamil zmniejszają metabolizm wątrobowy kofeiny powodując utrzymywanie się lub kumulację kofeiny we krwi. Natomiast kofeina zmniejsza metabolizm wątrobowy teofiliny o 23–29% zwiększając jej toksyczność. |

## Interferencja analityczna
Detekcja parametrów analitycznych jest oparta na fizykochemicznych interakcjach pomiędzy badanymi substancjami a reagentami zaprojektowanymi specjalnie do pomiaru stężenia tych substancji. Pomiary mogą ulec zaburzeniu w związku z obecnością leku, który może podnosić lub zmniejszać niektóre wskaźniki laboratoryjne. Na przykład poziom cholesterolu i frakcji lipidowych może być przeszacowany w związku z obecnością we krwi leków psychotropowych. Nie należy mylić tej interferencji analitycznej (na poziomie in vitro) z wpływem niektórych leków na wzrost poziomu cholesterolu we krwi w związku z wpływem na jego metabolizm (in vivo).

## Interakcje w fazie farmaceutycznej
Są to interakcje zachodzące w wyniku zmieszania roztworów leków przed ich dożylnym podaniem pacjentowi. Obejmują fizyczno-chemiczne oddziaływanie leków względem roztworu, wynikają zatem z przewidywalnych reakcji chemicznych. Prowadzą do utraty działania biologicznego leków. Zazwyczaj obserwuje się wytrącenie osadu, ale może być brak widocznego efektu. Interakcje fazy farmaceutycznej są bardzo liczne i trudne do zapamiętania, dlatego należy kierować się prostymi regułami:
- podawanie leków dożylnie w bolusie (tzn. w dużej dawce), np. jednoczesne podanie penicyliny i aminoglikozydu prowadzi do wytrącenia osadu
- podawanie leków pompą infuzyjną,
- podawanie leków do płynów infuzyjnych tylko do roztworu glukozy lub soli fizjologicznej,
- unikanie mieszania leków w tym samym płynie infuzyjnym chyba że połączenie ich będzie bezpieczne jak np. chlorku potasu z insuliną.

Przyczyny interakcji w fazie farmaceutycznej:
- mała stabilność substancji leczniczych w zmienionym zakresie pH środowiska,
- dodatek substancji pomocniczych, rozpuszczalników, podłoży (np. witaminy A w maści),
- niewłaściwy sposób przygotowania leku,
- niewłaściwy sposób przechowywania leku (warunki) i niewłaściwe opakowanie.

| Przykład połączenia                                               | Typ interakcji                                      |
| ----------------------------------------------------------------- | --------------------------------------------------- |
| fenobarbital + chlorowodorek papaweryny                           | wytrącenie osadu                                    |
| Glukonian wapnia + wodorowęglan sodu                              | wytrącenie osadu                                    |
| Cyprofloksacyna + furosemid                                       | wytrącenie osadu                                    |
| Metyloceluloza + wysokie stężenie etanolu                         | kłaczkowanie z wytwarzaniem wody                    |
| Kodeina lub prokaina (kationy) + siarczan sodu (tenzydy anionowe) | wytrącenie osadu                                    |
| acyklowir + mono-/disacharyd (np. laktoza)                        | reakcja Maillarda                                   |
| Maść z poli(tlenkiem etylenu) + octan kortyzolu                   | Zmiana właściwości reologicznych maści              |
| Moeksypryl (ACEI) + wodorotlenek wapnia                           | deestryfikacja moeksyprylu                          |
| aminoglikozyd + penicylina                                        | utworzenie związku kompleksowego i wytrącenie osadu |
| Tiopental + suksametonium                                         | powstanie nierozpuszczalnego osadu                  |

## Interakcje w fazie farmakodynamicznej
Farmakodynamika oznacza rozprzestrzenianie leku na poziomie układów, narządów i tkanek. Interakcje te dotyczą przypadku, w którym pewne substancje czynne działają na ten sam receptor lub narząd wykonawczy bądź przez procesy sprzężenia zwrotnego prowadzą do wzmocnienia lub osłabienia ich działania.
| Efekt działania                                             | Opis interakcji |
| ----------------------------------------------------------- | --- |
| Wzmożone osłabienie aktywności ośrodkowego układu nerwowego | Jednoczesne stosowanie alkoholu, leków obniżających ciśnienie, leków uspokajających, leków przeciwdepresyjnych, neuroleptyków, opioidowych, przeciwbólowych, przeciwpadaczkowych, przeciwhistaminowych, metyldopy, klonidyny lub rezerpiny |
| Przeciwstawne działanie na stężenie cukru we krwi           | Nieselektywne betablokery (np. propranolol, nadolol, sotalol etc.) nasilają hipoglikemizujące działanie insuliny (przedłużają jej działanie, niebezpiecznie maskując objawy hipoglikemii). Glikokortykosteroidy i doustne środki antykoncepcyjne mają działanie hiperglikemizujące. |
| Przeciwstawne działanie na ciśnienie tętnicze               | Przy podawaniu leków nasercowych lub krążeniowych (naczyniorozkurczowych) należy uważać na nadmierne zmiany ciśnienia tętniczego, a szczególnie na stany podciśnienia, które są niebezpieczne u kierowców. Należy też zwracać uwagę na leki działające na naczynia wieńcowe i na leki przeciwarytmiczne. Na powyższe grupy leków wpływa alkohol, który oprócz nasilenia ich efektów hipotensyjnych pogarsza stan choroby podstawowej. Trójcykliczne leki przeciwdepresyjne są antagonistami dla leków hipotensyjnych takich jak alfa-metylodopa, klonidyna czy rezerpina. Nieselektywne inhibitory monoaminooksydazy i pośrednio działające leki sympatykomimetyczne (efedryna i pseudoefedryna) mogą powodować zarówno wzrost, jak i spadek ciśnienia tętniczego krwi. Niesteroidowe leki przeciwreumatyczne hamując syntezę prostaglandyn zmniejszają hipotensyjne działanie inhibitorów konwertazy angiotensyny (ACEI) czy diuretyków. |
| Zwiększenie działania nefro- i ototoksycznego               | Antybiotyki z grupy aminoglikozydów są nefrotoksyczne, np. neomycyna, gentamycyna i zwiększają działanie nefrotoksyczne cefalotyny. Pomimo szczególnie trudnej penetracji aminoglikozydów do przestrzeni wewnątrzkomórkowej ich nefrotoksyczne działanie jest szczególnie nasilone przy stosowaniu diuretyków ze względu na silną resorpcję zwrotną przez komórki kanalika proksymalnego, co przy dłuższym stosowaniu prowadzi do nefropatii kanalikowej. Leki moczopędne działające na pętlę Henlego (diuretyki pętlowe, np. furosemid czy kwas etakrynowy) mają działanie ototoksyczne poprzez działanie na skład elektrolitów w endolimfie ucha wewnętrznego, a efekt toksyczny jest nasilony przy jednoczesnym stosowaniu aminoglikozydów, które również są ototoksyczne. |
| Wzmożenie leków kuraropodobnych (zwiotczających)            | Typ interakcji o dużym znaczeniu dla anestezjologów. Stabilizujące leki zwiotczające, tj. prowadzące do bloku polaryzacyjnego (np. D-tubokuraryna, pankuronium itp.) sumują swe działanie kuraropodobne z niektórymi antybiotykami (amikacyna, tobramycyna), mogąc działać depresyjnie na serce. |
| Nasilenie toksyczności glikozydów nasercowych               | Zwiększona podaż wapnia prowadząca do hiperkalcemii i wzmożona utrata potasu prowadząca do hipokaliemii nasilają działanie glikozydów nasercowych. Nie wolno podawać sytuacjach stosowania glikozydów płynów zawierających związki wapnia. Należy przestrzegać ostrożność w podawaniu leków zwiększających wydalanie potasu, np. leków przeczyszczających, saluretyków, glukokortykosteroidów, a także amfoterycyny B. |
| Oddziaływanie antycholinergiczne                            | Stosowanie trójcyklicznych leków przeciwdepresyjnych i leków przeciwhistaminowych H1 pierwszej generacji, środkami w leczeniu choroby Parkinsona czy opioidowymi lekami przeciwbólowymi wzmaga działanie antycholinergiczne. Symptomami tego działania jest bezmocz, uporczywe zaparcia i odblokowanie kąta przesączania w napadzie jaskry (wzrost ciśnienia śródgałkowego). |
| Skłonność do krwiawień                                      | Stosowanie leków przeciwzakrzepowych typu dikumarolu (antytrombiny) prowadzi do zwiększenia skłonności do krwawień w przypadku jednoczesnego stosowania kwasu acetylosalicylowego (zahamowanie agregacji trombocytów i obniżenie syntezy protrombiny przy stosowaniu dawek kwasu acetylosalicylowego większych niż 1,5 g/dz.), chinidyny (zmniejszone wytwarzanie czynników krzepnięcia związanych z syntezą witaminy K) i kwasu walprionowego (hamowanie agregacji trombocytów i zmniejszenie liczby płytek krwi). |
| Wzajemne zniesienie działania                               | Przy stosowaniu agonisty dopaminergicznego (np. L-dopy) i neuroleptyku, np. haloperidolu. |

## Interakcje w fazie farmakokinetycznej
Interakcje te zachodzą w układzie LADME, a zatem na etapie:
- wchłaniania,
- dystrybucji (rozmieszczenia leku w organizmie),
- metabolizmu,
- wydalania.

Interakcje farmakokinetyczne wpływają przede wszystkim na stężenie leku w ustroju.

### Interakcje na etapie wchłaniania
Prowadzą do zmiany ilości lub szybkości wchłaniania leku. Interakcje te mogą być wynikiem:
- adsorpcji jednych leków na powierzchni innych, np. na powierzchni węgla medycznego, absorpcja witamin rozpuszczalnych w tłuszczu na kolestyraminie;
- tworzenia trudno rozpuszczalnych połączeń kompleksowych, które nie mogą być wchłaniane, np. tetracykliny w obecności jonów wapnia (Ca2+) pochodzących z leków zobojętniających kwas żołądkowy albo z mleka, stają się niewchłanialne, a przez to nieskuteczne;
- zmiany pH płynów ustrojowych i treści pokarmowych, np. dieta bogata w mięso zakwasza środowisko w żołądku i jelitach, co nasila wchłanianie leków o charakterze kwasowym, np. aspiryny, natomiast zalkalizowanie treści pokarmowej, przez leki zobojętniające albo dietę jarską prowadzi do nasilenia wchłaniania zasad takich jak ranitydyna i papaweryna;
- nasilenia perystaltyki jelit, wiele środków przeczyszczających hamuje wchłanianie jelitowe;
- zwiększenia ukrwienia miejsc, w których podano leki, np. maści rozgrzewające mogą zwiększać wchłanianie podanych w to samo miejsce kortykosterydów. Również leki rozszerzające naczynia poprawiają wchłanianie;
- modyfikacja naturalnych barier – np. amfoterycyna przez modyfikację steroli błony komórkowej ułatwia przenikanie cyklofosfamidu do wnętrza komórek.